# Utivarachna rimba
Espèce
Utivarachna rimba est une espèce d'araignées aranéomorphes de la famille des Trachelidae.

## Distribution
Cette espèce est endémique de Sumatra en Indonésie. Elle se rencontre dans le kabupaten de Sarolangun dans le parc national de Bukit Duabelas et vers Dusun Baru.

## Description
Le mâle holotype mesure 3,90 mm et la femelle paratype 3,73 mm.

## Systématique et taxinomie
Cette espèce a été décrite par Dhiya'ulhaq et Dupérré en 2024.

## Étymologie
Cette espèce est nommée en l'honneur des Orang Rimba.

## Publication originale
- Dhiya'ulhaq, Dupérré, Buchori, Scheu & Drescher, 2024 : « Four new species of Utivarachna Kishida, 1940 (Araneae: Trachelidae) from Sumatra. » Zootaxa, no 5418(5), p. 551-575.